# Lybius leucocephalus leucogaster
Lybius leucocephalus leucogaster is een ondersoort van de witkopbaardvogel (L. leucocephalus), een baardvogel uit de familie Lybiidae (Afrikaanse baardvogels). De vogel werd in 1877 door de Portugese dierkundige José Vicente Barbosa du Bocage als aparte soort met de naam Pogonorhynchus leucogaster geldig beschreven. BirdLife International beschouwt de vogel ook als een aparte, bedreigde, endemische vogelsoort in Angola.

## Kenmerken
De vogel ia 18 tot 19,5 cm lang en lijkt qua formaat en gedrag op de witkopbaardvogel, vooral op de ondersoort L. l. senex. Deze ondersoort is zuiver wit op de kop, borst en buik en heeft een deels zwarte staart.

## Verspreiding en leefgebied
De vogel komt voor in de hooglanden in het zuidwesten van Angola. De leefgebieden liggen in montaan bos op hoogten tussen 1800 en 2300 meter boven zeeniveau. Merkwaardig is dat deze ondersoort veel gevoeliger is voor aantasting van het leefgebied dan de andere ondersoorten in West-Afrika.

## Status
Lybius leucocephalus leucogaster heeft een beperkt verspreidingsgebied en daardoor is de kans op uitsterven aanwezig. De grootte van de populatie werd in 2016 door BirdLife International geschat op 1000 tot 2500 volwassen individuen en de populatie-aantallen nemen af/door habitatverlies. Het leefgebied wordt aangetast door ontbossing waarbij natuurlijk bos wordt omgezet in gebied voor agrarisch gebruik zoals de teelt van koffie. Om deze redenen staat deze soort als bedreigd op de Rode Lijst van de IUCN.